# Лар'ян
Лар'ян (рос. Ларьян) — присілок Бокситогорського району Ленінградської області Росії. Входить до складу Борського сільського поселення.
Населення — 116 осіб (2012 рік). 